# 이소야군

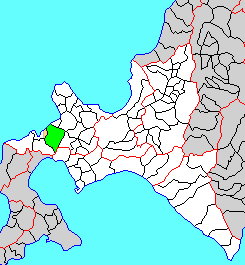
이소야 군의 위치

이소야군(일본어: 磯谷郡)은 일본 홋카이도 남서부, 시리베시 지청의 중앙에 위치하는 군이다. 인구 4,494명, 면적 449.78km², 인구밀도 9.99명/km².(2025년 2월 28일, 주민기본대장인구)
이하 1정으로 구성된다.
- 란코시정(蘭越町)

## 역사
1869년에 이소야 군이 두어져 홋카이도 시리베시국에 포함되었다.